# فينكية
فينكية (الاسم العلمي: Vinckeia) هي جنيس من المتصورة، تتبع جنس متصورة.